# Пагели
Пагели, или бесуги (лат. Pagellus) — род морских лучепёрых рыб из семейства спаровых.
У пагелей мелкие щетинкоподобные передние зубы, в глубине рта находятся жевательные зубы, закруглённые, расположенные в два или более рядов.
Обитают пагели в Атлантическом и на западе Индийского океана, а также они встречаются в прилегающих морях.

## Классификация
На сентябрь 2017 года род включает 6 видов:
- Pagellus acarne (Risso, 1827) — Серебристый пагель, или длиннорылый пагель, или бесуго[1]
- Pagellus affinis Boulenger, 1888 — Аравийский пагель[1]
- Pagellus bellottii Steindachner, 1882
- Pagellus bogaraveo (Brünnich, 1768) — Краснопёрый пагель, или розовый пагелюс
- Pagellus erythrinus (Linnaeus, 1758) — Атлантический пагель, или красный пагель[1]
- Pagellus natalensis Steindachner, 1903 — Натальский пагель, или розовый пагель[1]